# Isonoe (maan)
Isonoe of Jupiter XXVI is een natuurlijke satelliet van Jupiter. De maan werd ontdekt in 2000 door de Universiteit van Hawaï onder leiding van Scott S. Sheppard en kreeg de naam S/2000 J 6.
Isonoe is ongeveer 3,8 kilometer in doorsnee en draait om Jupiter met een gemiddelde afstand van 23.231 Gm in 726,26 dagen.